# 倉敷美觀地區

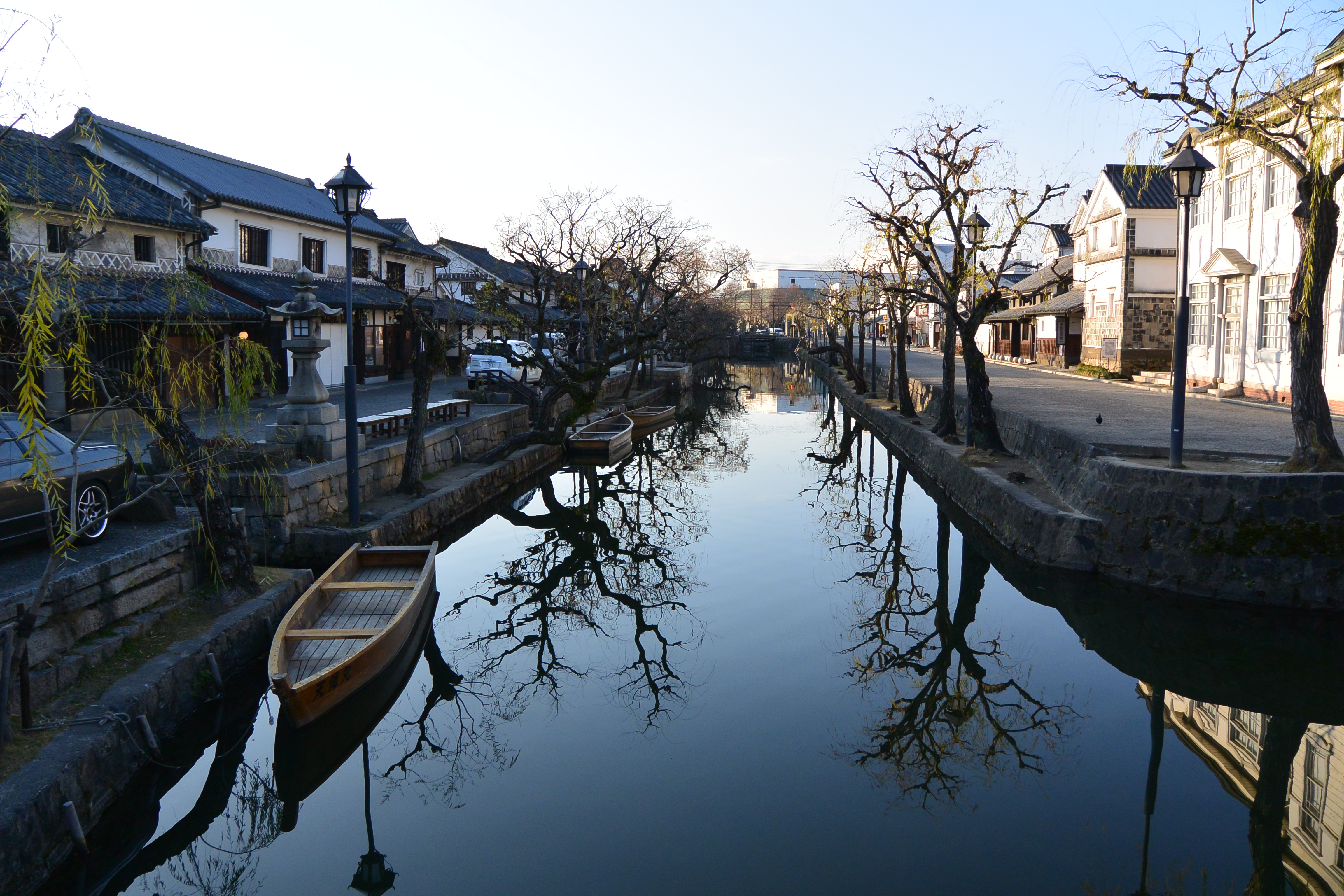
倉敷美觀地區的代表景觀

倉敷美觀地區（日语：／ Kurashiki Bikan Chiku）是位於日本岡山縣倉敷市的傳統街町景觀保存地區，也是倉敷市的代表觀光景點。
此區域在17世紀江戶時代初期成為江戶幕府的天領時，設立了倉敷代官所，此後便作為備中國南部的物資集散地而繁榮；其中，在倉敷川至鶴形山之間的區域建立了多個白壁屋敷、倉庫，至20世紀時仍保留了天領時代的街町風貌。因而倉敷市在1969年制定條例將此區域劃為「美觀地區」，1979年進一步由國家列為為重要傳統的建造物群保存地區。
目前本區域是依據倉敷市的《美觀地區景觀條例》所劃設，範圍含本町全域、中央1丁目北部（前神町等）、東町、阿知2丁目、鶴形2丁目的部分區域。廣義的「美觀地區」面積達21公頃，其中15公頃區域是傳統的建造物群保存地區（第一種美觀地區）、6公頃區域是傳統美觀保存地區（第二種美觀地區）。其中的位於倉敷川周邊的「傳統的建造物群保存地區」同時也以倉敷川畔傳統的建造物群保存地區的名稱，被列為國家重要傳統的建造物群保存地區。

## 主要建築物
- 舊大原家住宅（日语：旧大原家住宅）：重要文化財、部分區域對外開放。
- 有隣莊：平時未對外開放。
- 倉敷館：登錄有形文化財、舊倉敷町公所，現作為觀光服務中心使用。
- 井上家住宅：國家重要文化財、部分區域對外開放。
- 楠戶家住宅：國家登錄有形文化財。
- 倉敷常春藤廣場：近代化產業遺產（日语：近代化産業遺産）。
- 舊中國銀行倉敷本町出張所：登錄有形文化財。
- 三樂會館：舊倉敷郵便局。

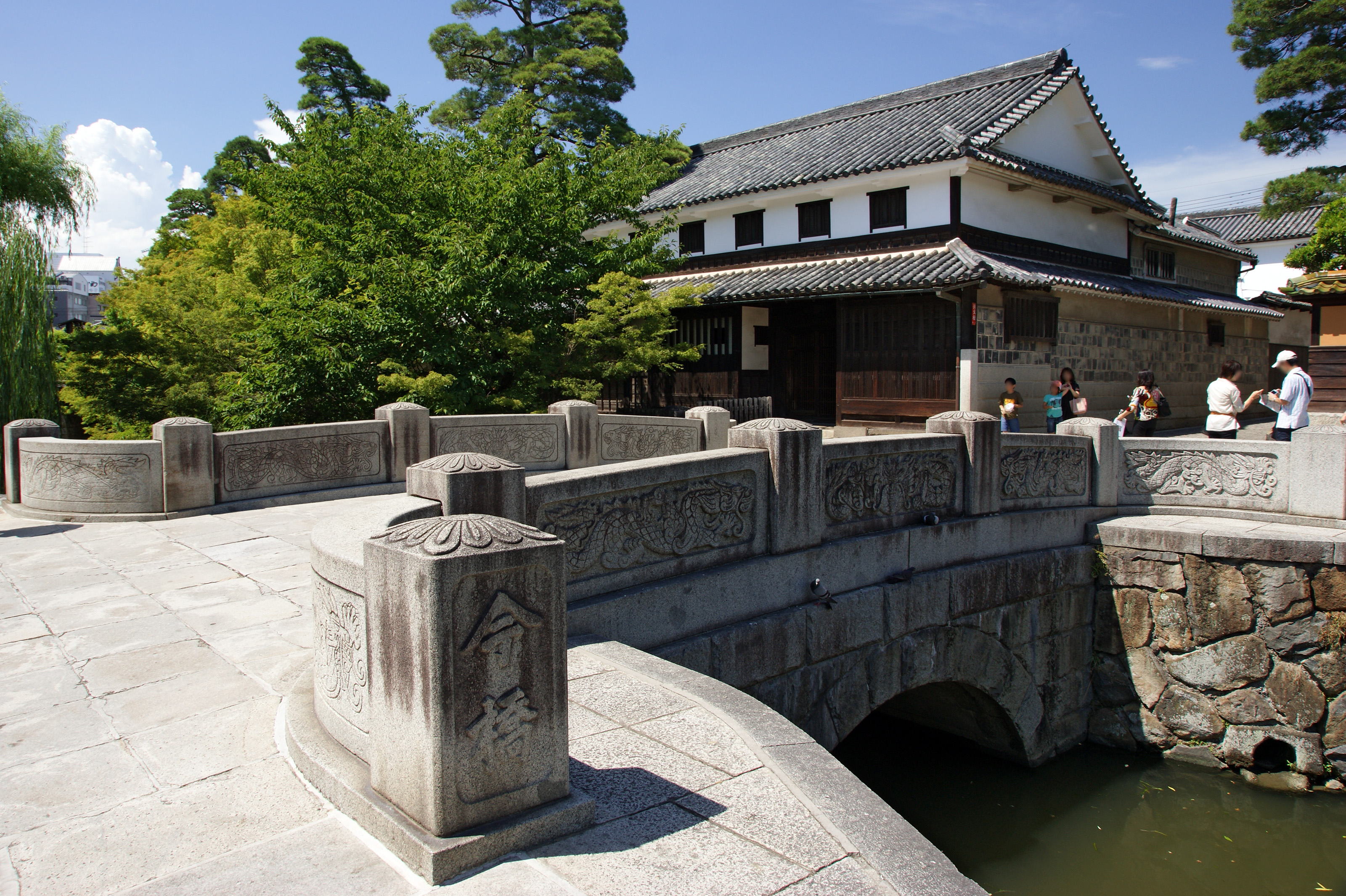
今橋和大原邸
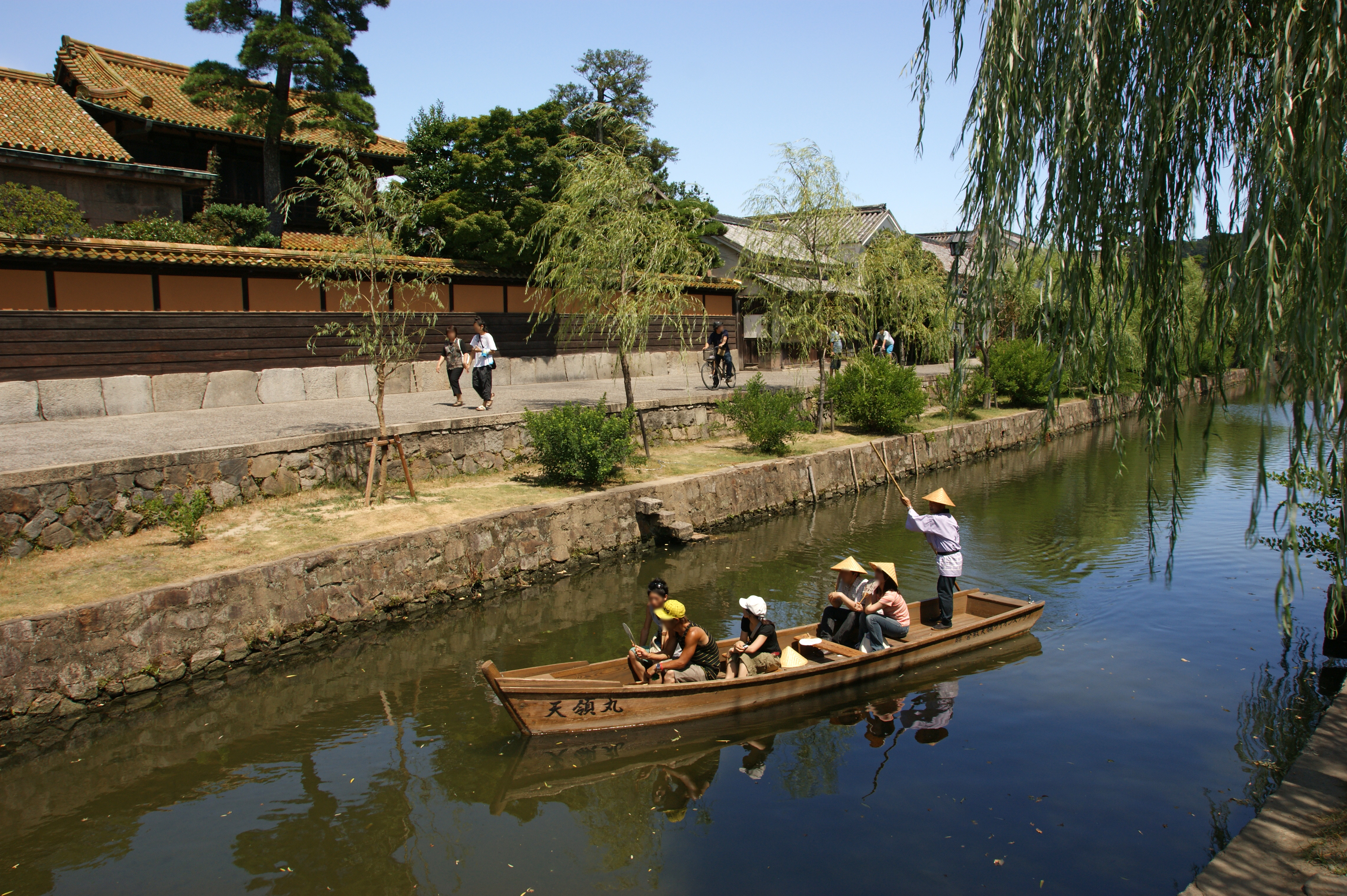
有隣莊
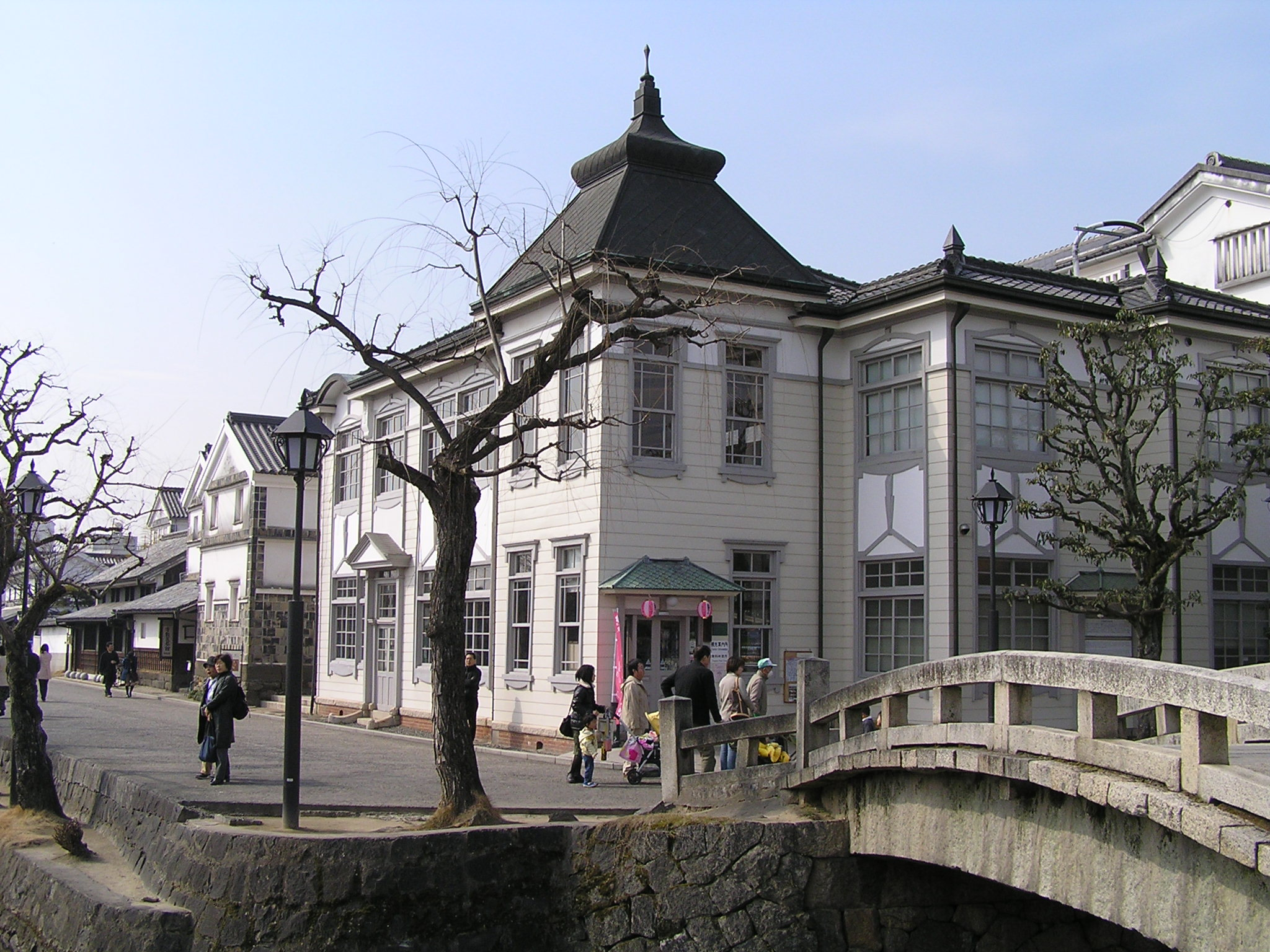
倉敷館
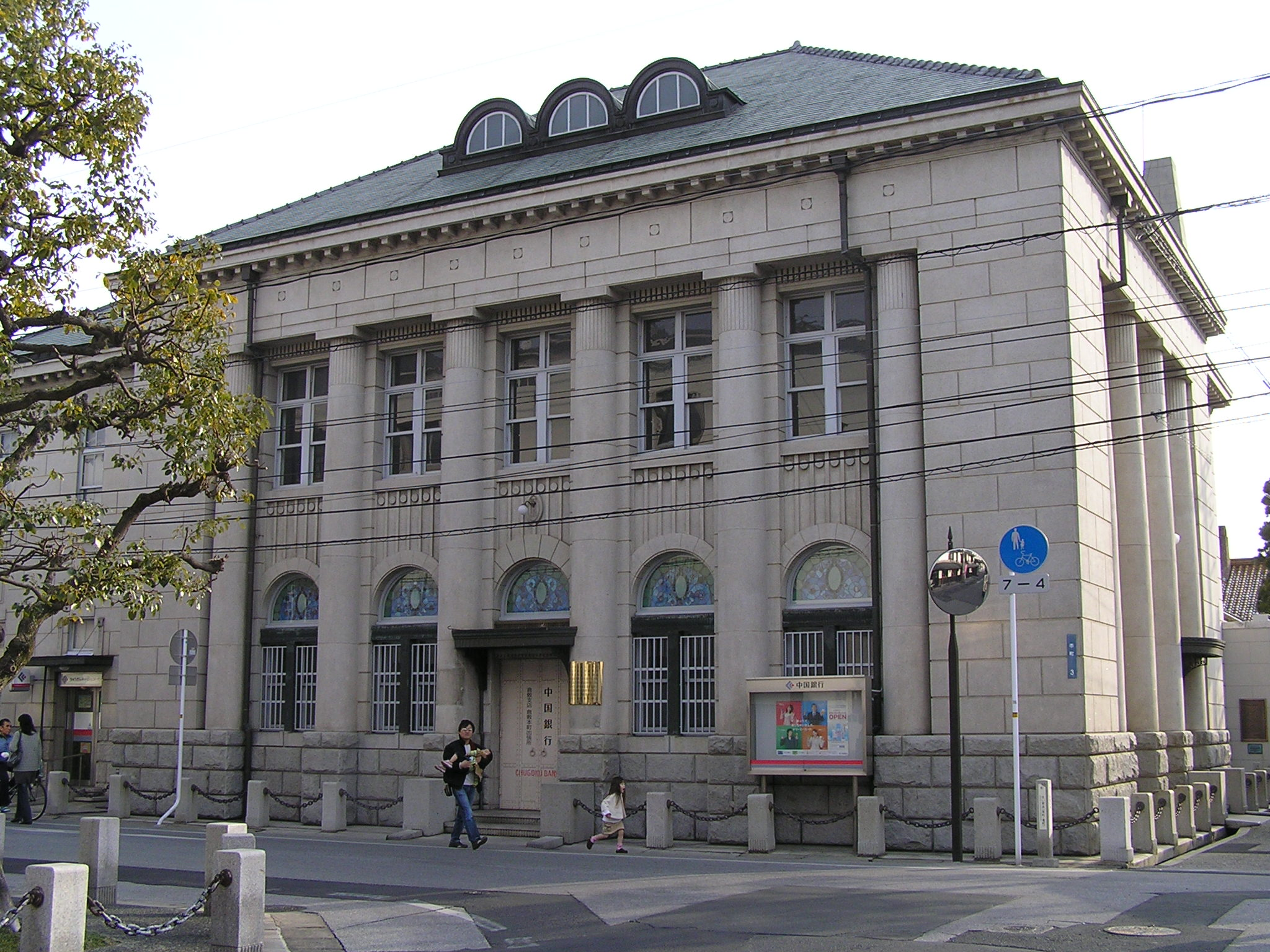
舊中國銀行倉敷本町出張所
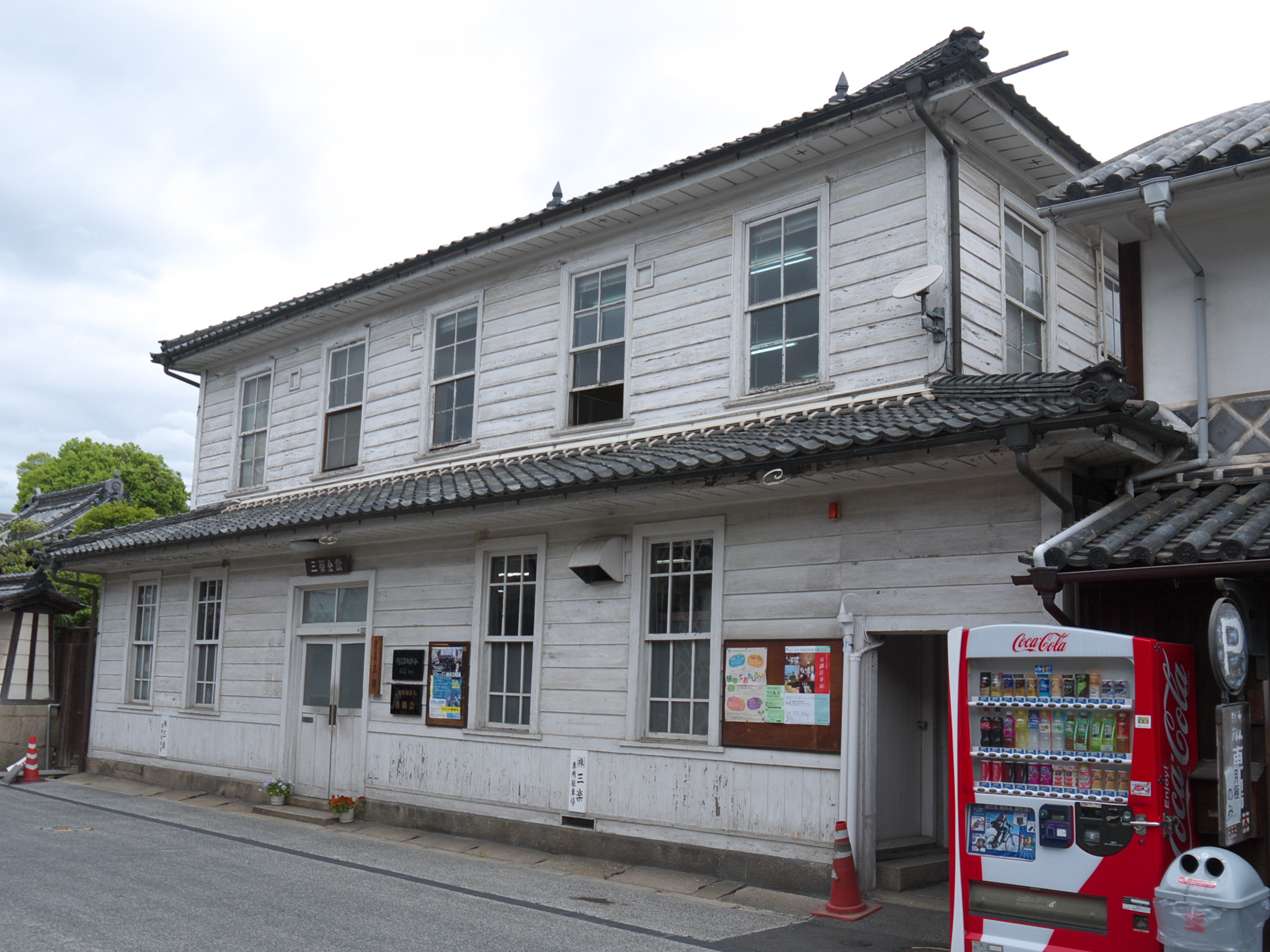
三樂會館

## 地區內的景點、設施

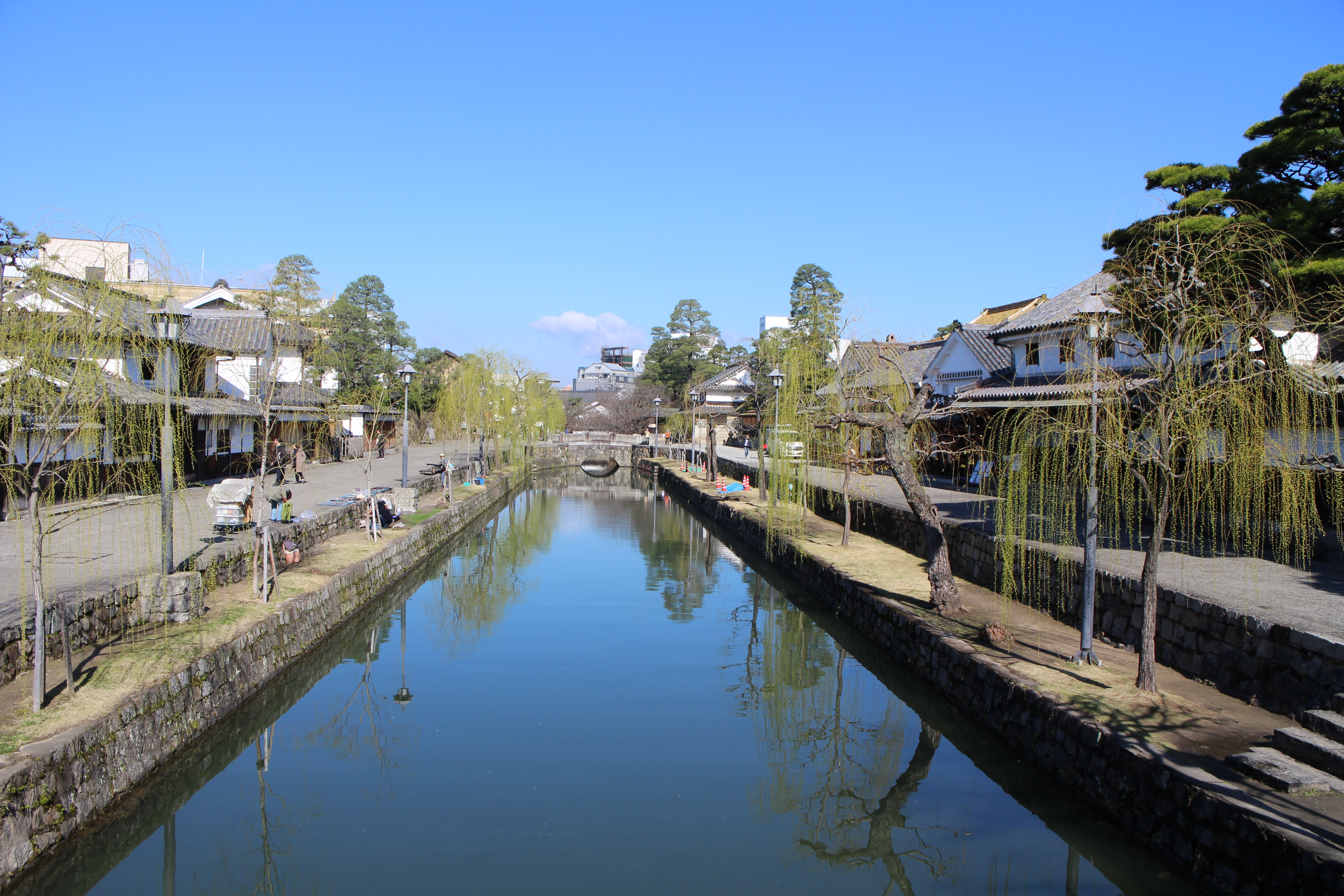
倉敷美觀地區

### 史跡、觀光景點

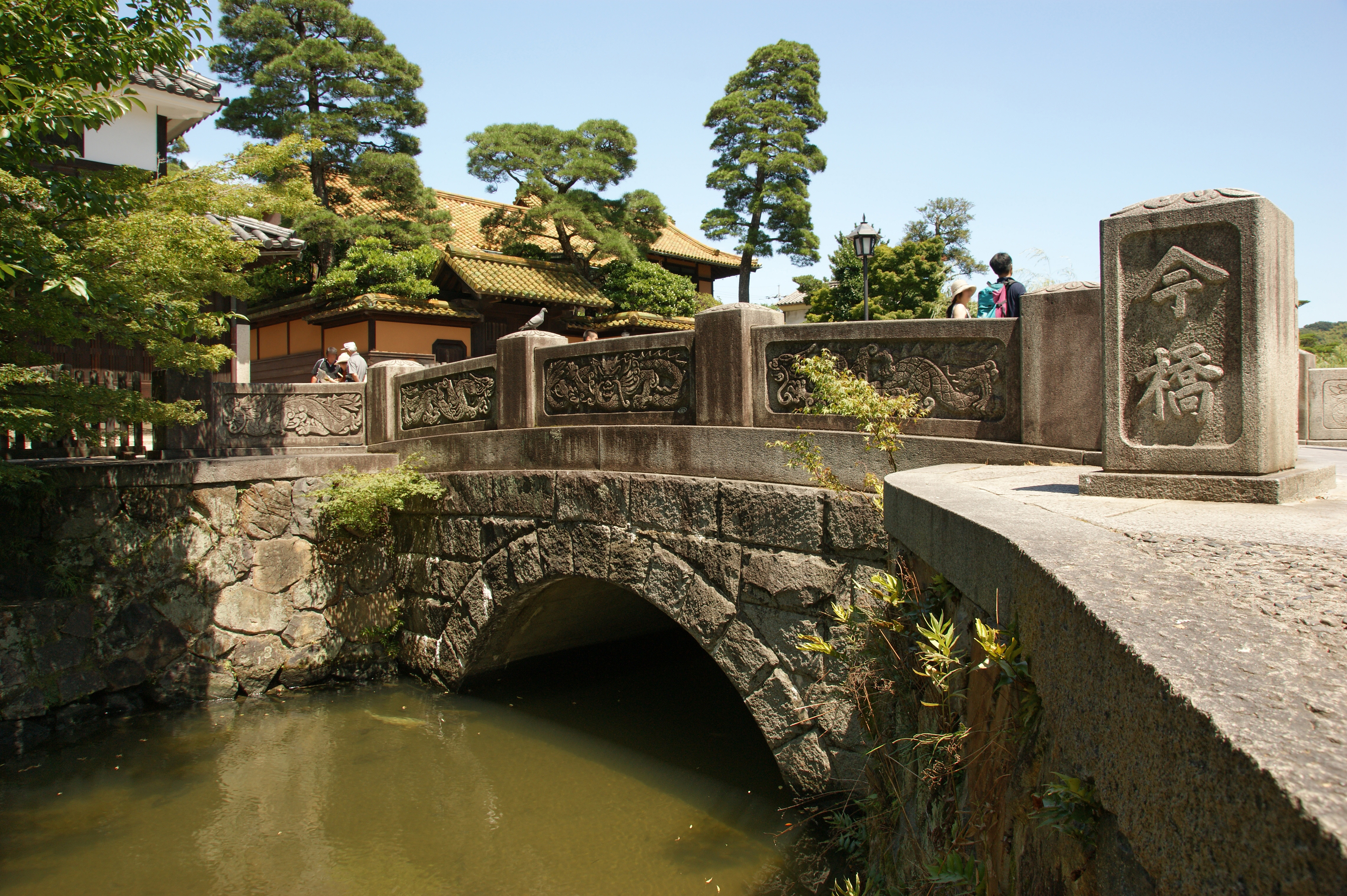
大原美術館
  - 新溪園
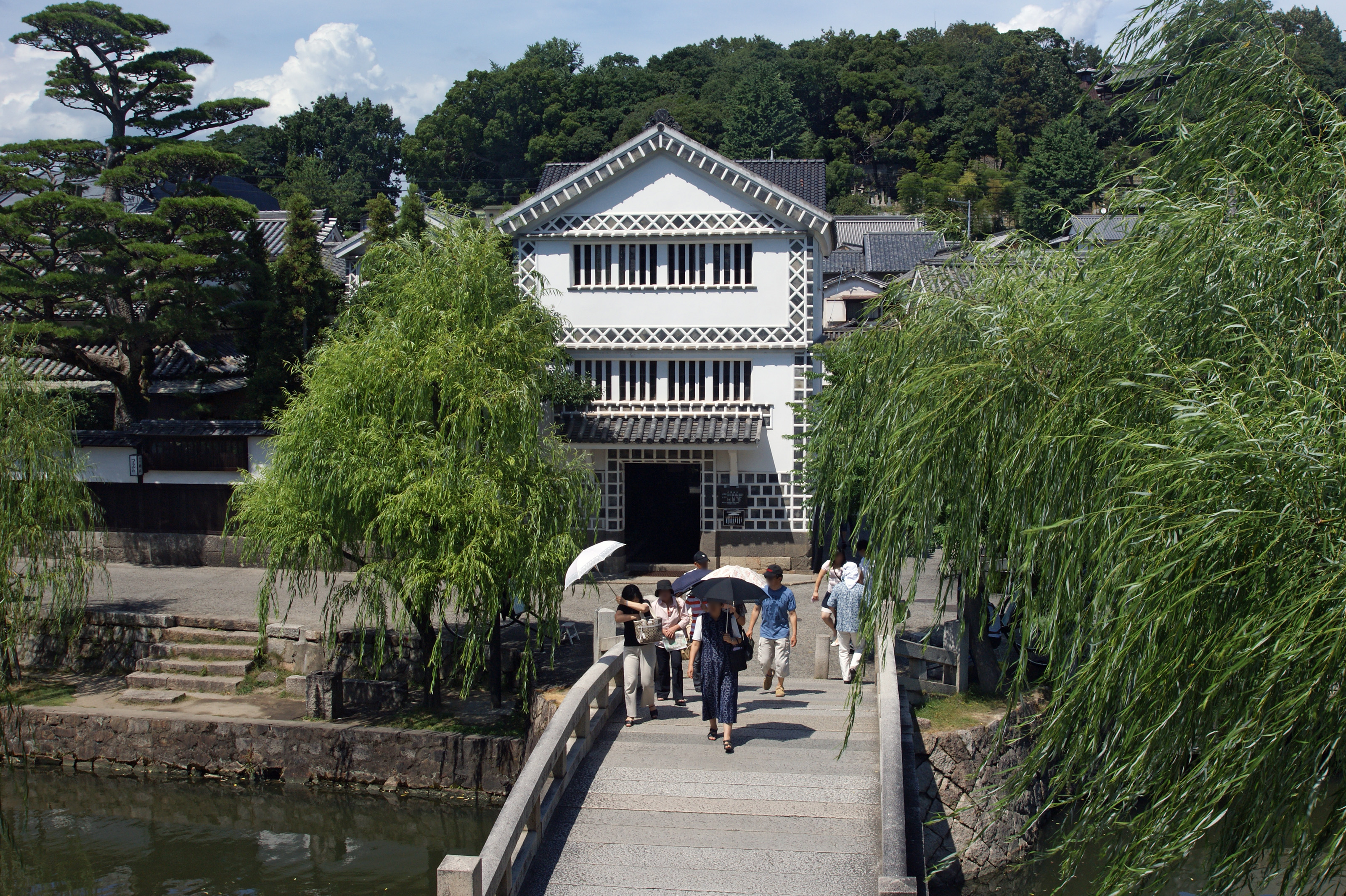
倉敷考古館
- 日本鄉土玩具館
- 倉敷民藝館（日语：倉敷民藝館）
- 倉敷物語館
- 五十嵐優美子美術館
- 加計美術館（日语：加計美術館）

- 今橋
- 中橋和倉敷考古館

### 其他
- 北田証券本店
- 倉敷公民館
- 倉敷本町郵便局

### 鶴形山

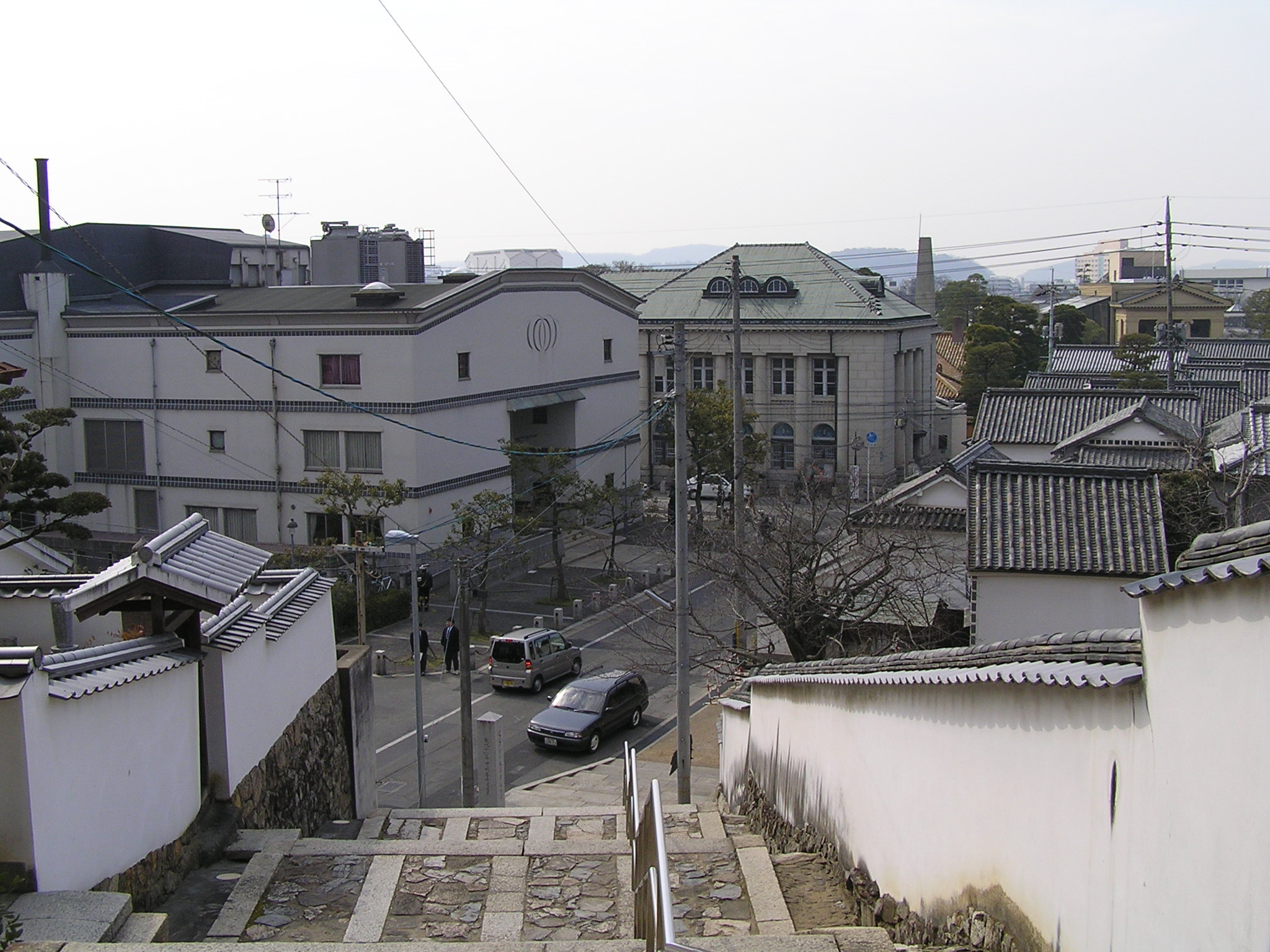
從鶴形山的觀龍寺参道眺望美觀地區

位於美觀地區北側的小山，在每年4月會舉辦櫻祭和藤祭。
- 阿智神社（日语：阿智神社 (倉敷市)）
- 阿知之藤 - 岡山縣天然記念物
- 觀龍寺（日语：観龍寺 (倉敷市)）
- 誓願寺
- 本榮寺

## 地區周邊的設施、建築

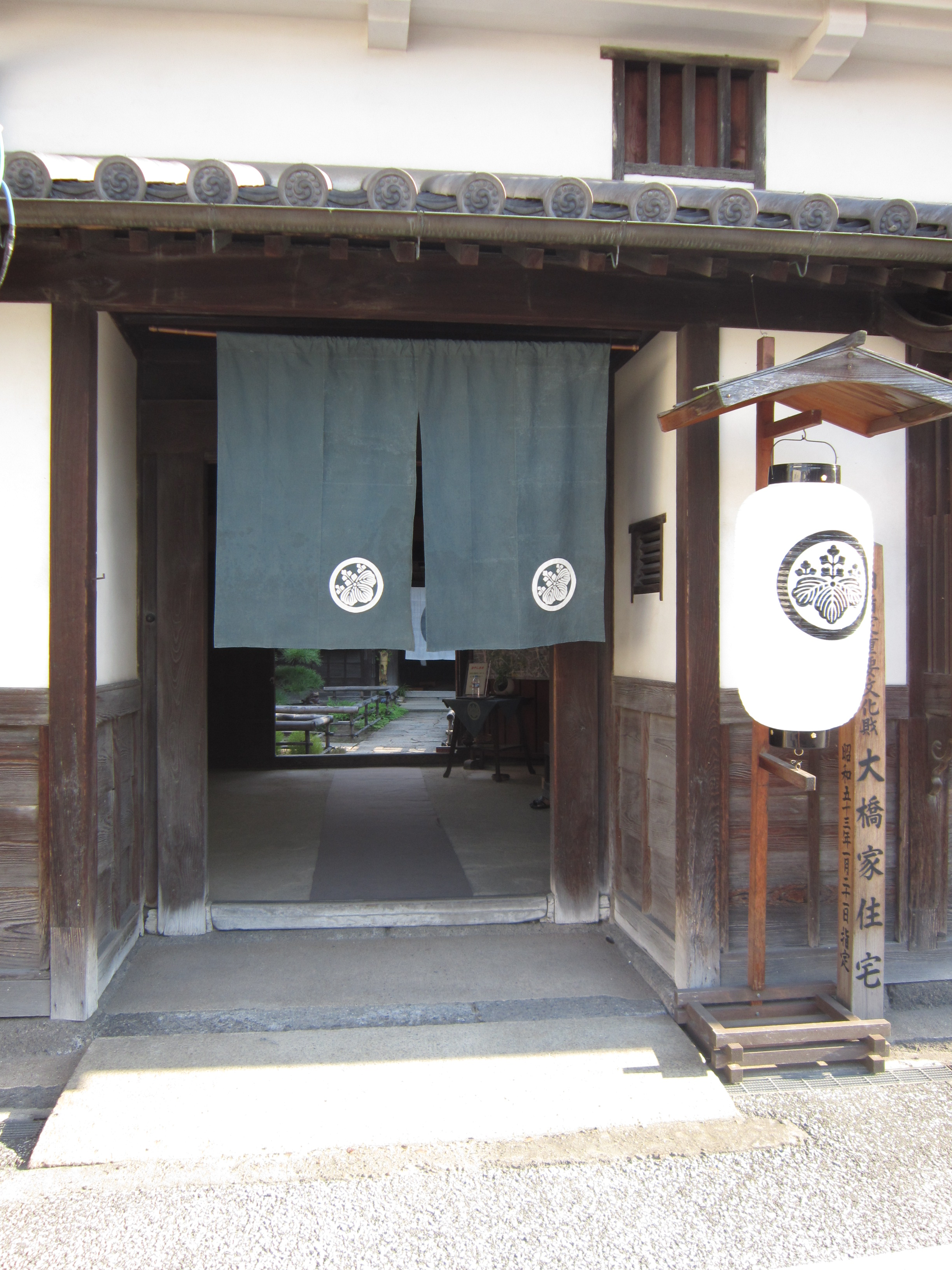
大橋家住宅（日语：大橋家住宅） - 重要文化財
- 倉敷市民會館（日语：倉敷市民会館）
- 倉敷市藝文館（日语：倉敷市芸文館）
  - 大山名人記念館
- 倉敷市立美術館（日语：倉敷市立美術館） - 丹下健三設計
- 倉敷市立中央圖書館（日语：倉敷市立図書館）
- 倉敷市立自然史博物館（日语：倉敷市立自然史博物館）
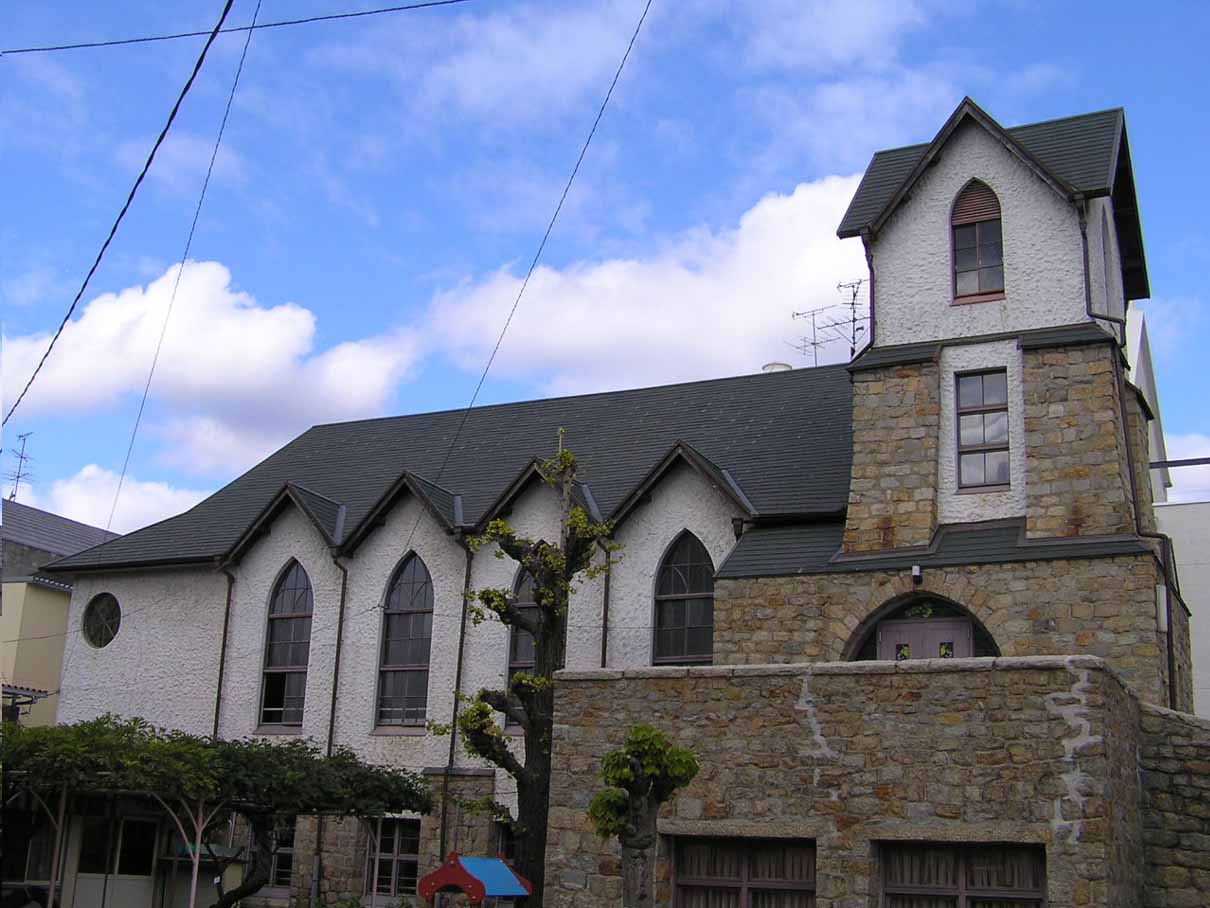
倉敷基督會館（日本基督教團倉敷教會）
- 倉敷昆蟲館
- 倉敷市歷史民俗資料館

- 大橋家住宅正門
- 日本基督教團倉敷教會

## 外部連結
- 倉敷觀光 （页面存档备份，存于）